# Reprezentacja Bułgarii na Mistrzostwach Europy w Wioślarstwie 2008
Reprezentacja Bułgarii na Mistrzostwach Europy w Wioślarstwie 2008 liczyła 5 sportowców. Najlepszymi wynikami było 6. miejsce w jedynce mężczyzn i dwójce podwójnej kobiet.

## Medale

### Złote medale
Brak

### Srebrne medale
Brak

### Brązowe medale
Brak

## Wyniki

### Konkurencje mężczyzn
- jedynka (M1x): Martin Janakiew – 6. miejsce
- dwójka podwójna wagi lekkiej (LM2x): Złatko Karaiwanow, Wasil Witanow – 10. miejsce

### Konkurencje kobiet
- dwójka podwójna (W2x): Rumjana Nejkowa, Kristina Bonczewa – 6. miejsce